# Bohuslav (Kyjevská oblast)
Bohuslav (ukrajinsky Богуслав; rusky Богуслав – Boguslav) je město v Kyjevské oblasti na Ukrajině. Leží na řece Ros ve vzdálenosti 120 kilometrů na jih od Kyjeva. V roce 2013 v něm žilo přes šestnáct tisíc obyvatel.

## Dějiny
Bohuslav založil v roce 1032 Jaroslav I. Moudrý, velkokníže Kyjevské Rusi. V roce 1240 byl Bohuslav zničen v rámci mongolského vpádu do Evropy. Od roku 1362 patřil do litevského velkoknížectví a pak po Lublinské unii roku 1569 do Republiky obou národů. V roce 1620 se stal městem ve smyslu magdeburského práva. Během Chmelnického povstání a rusko-polské války se nad městem vystřídalo několik nadvlád, až na základě příměří v Andrusově uzavřeného v roce 1667 připadlo opět Polsku.
V roce 1793 se stalo se zbytkem pravobřežní Ukrajiny součástí ruského impéria, pak bylo od roku 1919 součástí Sovětského svazu. Za druhé světové války byl Bohuslav v letech 1941–1943 okupován německou armádou.

### Rodáci
- Olexandra Tymošenková (* 1972), gymnastka